# Azulão do Morro
GRCES Azulão do Morro é uma escola de samba de Bauru, São Paulo.
Em 2011, após ser a quarta entre seis escolas a desfilar, desfilando com 250 componentes e 7 alegorias, sagrou-se campeã do Carnaval de Bauru, ao obter 173 pontos, dois a mais que a vice-campeã.

## Carnavais
| Ano  | Colocação | Grupo | Enredo                                                                                   | Ref.        |
| ---- | --------- | ----- | ---------------------------------------------------------------------------------------- | ----------- |
| 2011 | Campeã    | Único | Nas asas do Azulão a Alquimia das Estações -primavera, verão, outono e inverno           | [ 3 ]       |
| 2012 | 4º lugar  | Único | Arquitetando e Inspirando emoções: Jurandyr Bueno Filho, o mago encantado da arquitetura | [ 4 ] [ 5 ] |
| 2013 | 4º lugar  | Único | Faz de conta que...                                                                      | [ 6 ] [ 7 ] |